# Trại tập trung Ohrdruf

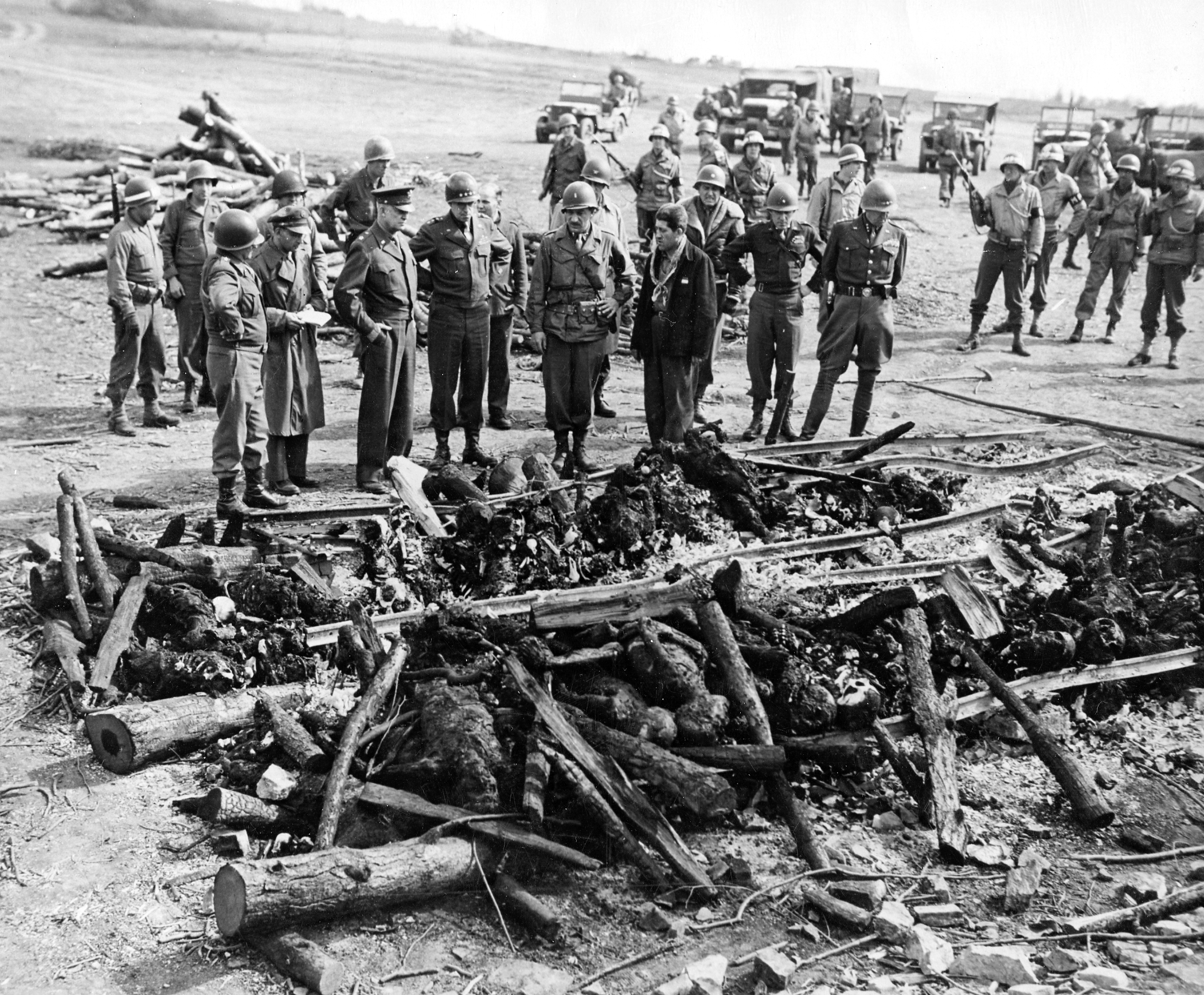
Các tướng lãnh Hoa Kỳ Eisenhower, Bradley và Patton thanh tra giàn thiêu trong lò thiêu của trại ngày 12.4.1945, sau khi giải phóng

Trại tập trung Ohrdruf  là một trại tập trung và trại lao động cưỡng bách của Đức Quốc xã ở gần Weimar, Đức. Đây là một trong số các phân trại của Trại tập trung Buchenwald, và là trại tập trung của Đức Quốc xã được Quân đội Hoa Kỳ giải phóng đầu tiên.

## Lịch sử
Được dựng lên trong tháng 11 năm 1944 ở gần thành phố Gotha (Đức), trại Ohrdruf sử dụng các tù nhân trong trại làm lao động cưỡng bách trong việc xây dựng tuyến đường sắt dẫn tới một trung tâm giao thông dự định xây dựng, nhưng chưa kịp hoàn tất vì quân đội Hoa Kỳ tiến tới quá nhanh.
Vào cuối tháng 3 năm 1945, trại này chứa khoảng 11.700 tù nhân, nhưng tới đầu tháng 4 thì lực lượng SS di tản hầu hết các tù nhân bằng cuộc đi bộ chết chóc tới Trại tập trung Buchenwald. Các lính gác SS đã giết nhiều tù nhân còn lại do quá ốm yếu không thể đi bộ tới các ô tô ray (railcar).

## Giải phóng
Trại Ohrdruf được "Sư đoàn 4 Thiết giáp Hoa Kỳ" và "Sư đoàn 89 Bộ binh Hoa Kỳ" giải phóng ngày 4.4.1945. Đây là trại tập trung đầu tiên của Đức Quốc xã được Quân đội Hoa Kỳ giải phóng.
Khi các binh sĩ của Sư đoàn 4 Thiết giáp Hoa Kỳ tiến vào trại, họ phát hiện hàng đống tử thi, một số được phủ bằng vôi, và những xác khác đã bị thiêu từng phần trên những giàn thiêu. Cảnh khủng khiếp mà họ phát hiện đã khiến tướng Dwight D. Eisenhower, chỉ huy trưởng tối cao Lực lượng Đồng minh tới thăm trại ngày 12.4.1945, cùng với các tướng George S. Patton và Omar Bradley. Sau chuyến tham quan, tướng Eisenhower đã đánh điện tín xuyên đại dương bằng dây cáp cho tướng George C. Marshall, chủ tịch Hội đồng Tham mưu trưởng Liên quân Hoa Kỳ ở Washington, mô tả chuyến đi tới trại Ohrdruf của mình:

... Cảnh đáng chú ý nhất - mặc dù khủng khiếp – là cảnh mà tôi gặp phải trong chuyến đi. Đó là cuộc viếng thăm một trại giam của Đức ở gần Gotha. Những điều tôi thấy thật không thể mô tả nổi. Trong khi tôi đi xem xét quanh trại, tôi đã gặp 3 người đàn ông đã từng là tù nhân và do một mưu mẹo hay bằng cách nào đó, họ đã vượt thoát ngục. Tôi đã phỏng vấn họ qua một thông dịch viên. Chứng cớ nhãn tiền và chứng cớ bằng lời nói về nạn đói, sự độc ác và thú tính quá dã man đã khiến tôi hơi bị bệnh. Trong một căn phòng, nơi chất đống 20 hoặc 30 người đàn ông trần truồng, bị chết do bị bỏ đói, đến nỗi tướng George Patton không muốn vào. Ông ta nói rằng nếu vào xem chắc ông cũng sẽ bị bệnh. Tôi đã cố ý tới thăm, là để có thể đưa ra các bằng chứng mắt thấy tai nghe về sự việc này, để nếu có khi nào – trong tương lai - xảy ra khuynh hướng qui những chứng cớ viện dẫn này chỉ đơn thuần là để 'tuyên truyền'.

## Tác động tới Đồng Minh
Việc nhìn thấy những tội ác của Đức Quốc xã ở trại tập trung Ohrdruf đã tác động mạnh tới tướng Eisenhower, ông muốn thế giới biết những gì đã xảy ra trong các trại tập trung. Ngày 19.4.1945, ông lại đánh điện tín xuyên đại dương cho tướng Marshall yêu cầu đưa các dân biểu Quốc hội và các nhà báo tới các trại tập trung mới được giải phóng để họ có thể đưa sự thật khủng khiếp về những việc tàn bạo của Đức Quốc xã cho nhân dân Hoa Kỳ biết. Cùng ngày, tướng Marshall nhận được phép của Bộ trưởng Bộ Chiến tranh Henry Lewis Stimson, và tổng thống Harry S. Truman cho các phái đoàn nói trên tới thăm các trại tập trung được giải phóng.
Trại Ohrdruf cũng để lạị ấn tượng sâu sắc cho tướng George S. Patton. Ông đã mô tả trại này là "một trong các cảnh khinh khủng nhất mà tôi từng nhìn thấy". Ông đã thuật lại trong nhật ký của mình là: 

Trong một lán trại... có một đống khoảng 40 thi thể gầy trơ xương hoàn toàn trần truồng chồng lên nhau. Những thi thể này được rắc ít vôi lên, không nhằm hủy hoại chúng, mà nhằm làm cho bớt mùi hôi thối.
Khi lán trại này chứa đầy xác –tôi ước tính nó có thể chứa được khoảng 200 xác, thì các xác chết này được đưa tới một cái hố cách trại khoảng 1 dặm đường để chôn. Các tù nhân cho rằng có 3.000 người, hoặc bị bắn vào đầu, hoặc bị chết đói, đã được chôn như vậy từ ngày 1 tháng Giêng.
Khi đội quân của chúng tôi bắt đầu áp sát trại, các người Đức nghĩ cách xóa bỏ bằng chứng tội phạm của họ. Vì thế, họ dùng một số nô lệ đào các xác chết lên và đặt chúng trên một vỉ nướng khổng lồ gồm các thanh đường ray xe lửa 60 cm đặt trên nền gạch. Họ tưới hắc ín lên các xác chết rồi chất than và củi gỗ thông bên dưới để đốt. Nhưng họ không thành công bao nhiêu, vì còn lại cả đống xương, sọ người, các thân người cháy đen ở bên trên hay ở dưới tấm vỉ, có thể tính tới hàng trăm xác..

## Hình ảnh trại Ohrdruf sau giải phóng

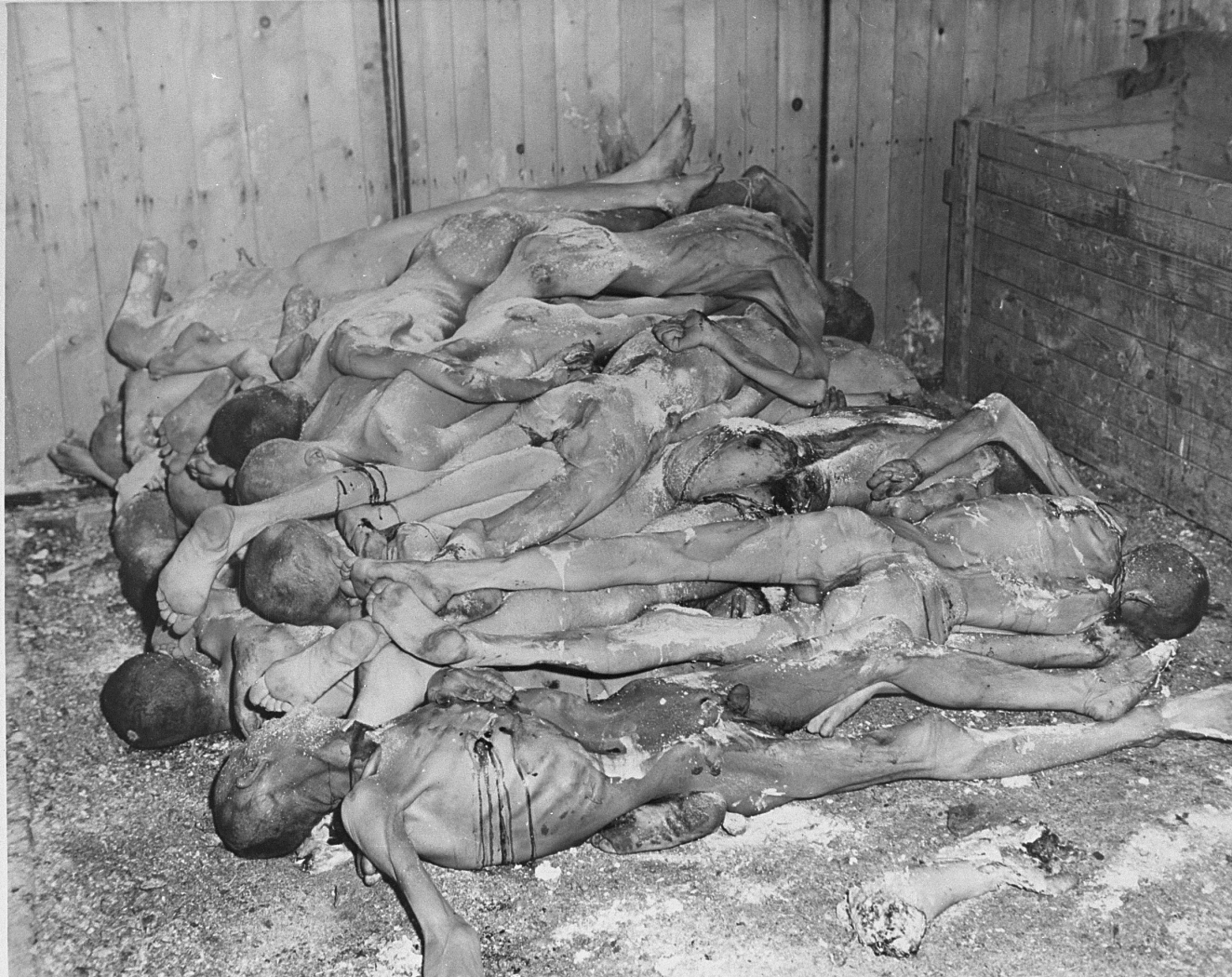
Các thi thể tù nhân chồng chất trong một lán trại.
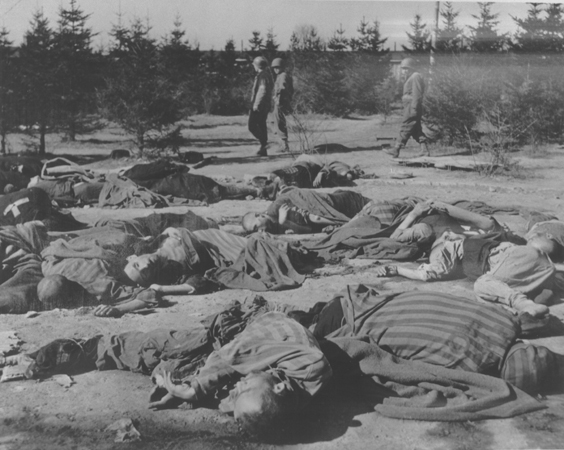
Các binh sĩ Hoa Kỳ đi qua các thi thể tù nhân bị giết khi di tản
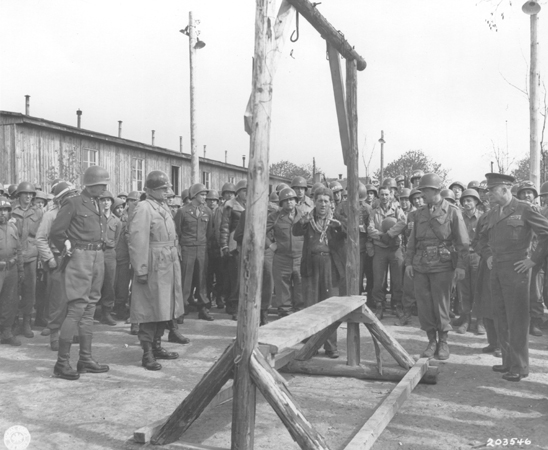
Một tù nhân sống sót người Áo gốc Do Thái chỉ cho tướng Dwight D. Eisenhower xem cái giá treo cổ.
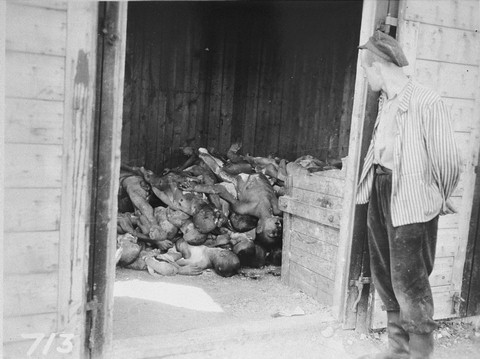
Một tù nhân sống sót nhìn đống thi thể chồng chất trong 1 lán trại
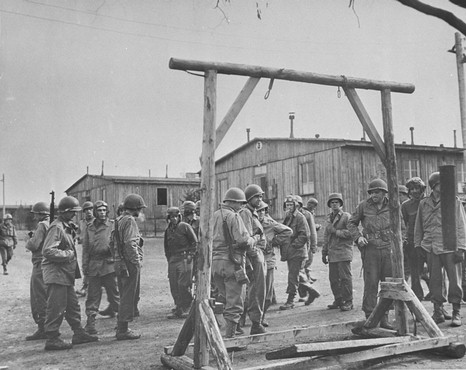
Các binh sĩ Hoa Kỳ xem 1 giá treo cổ
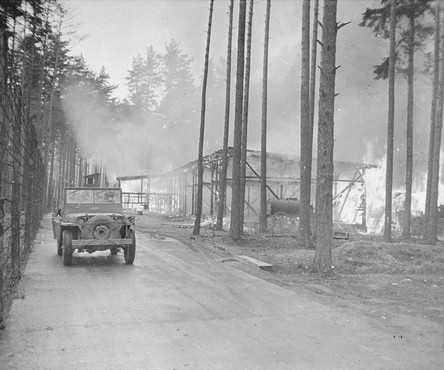
Một binh sĩ Hoa Kỳ lái xe qua các tòa nhà bị các tù nhân sống sót đốt
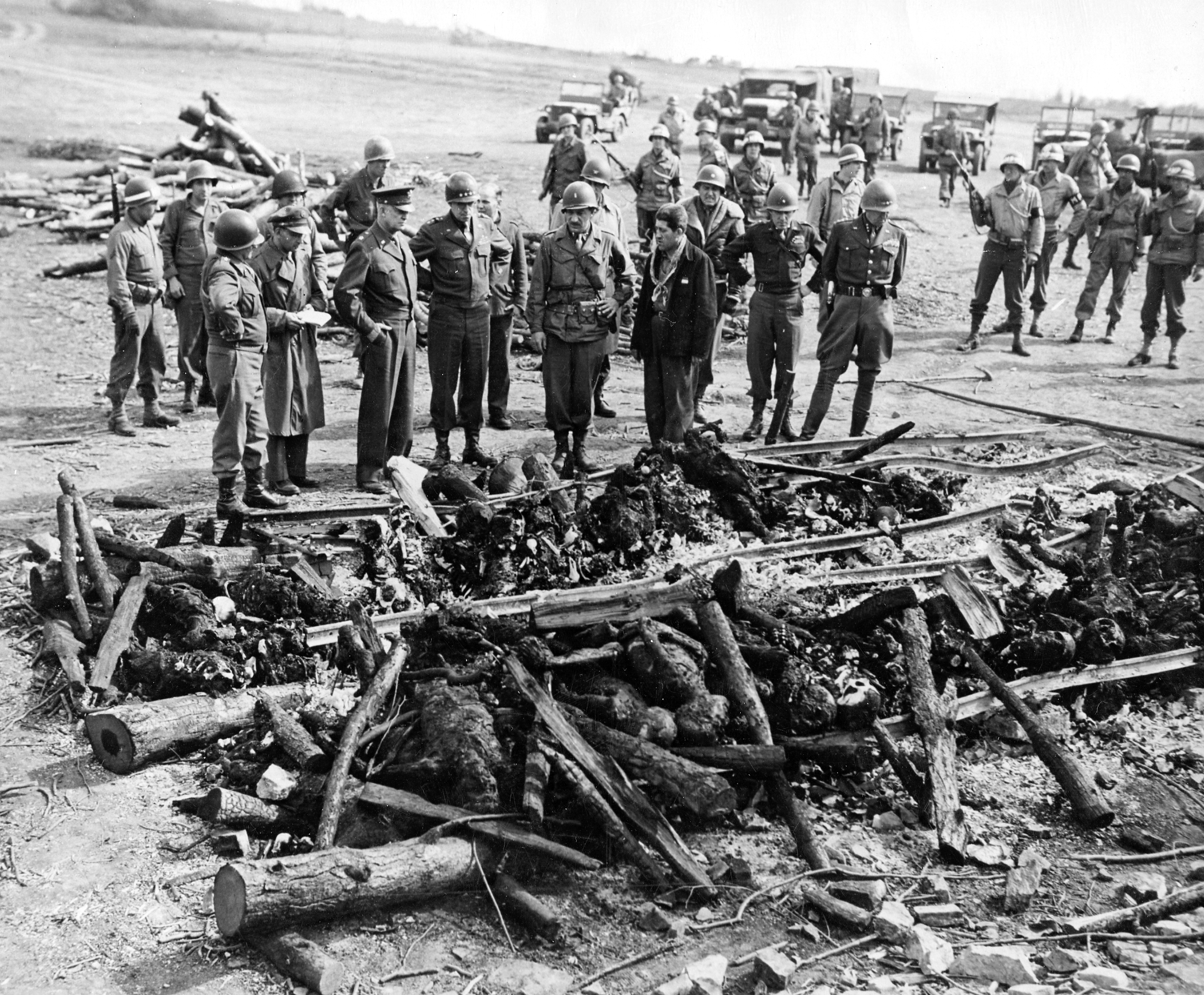
Tướng Eisenhower thanh tra trại tập trung mới được giải phóng
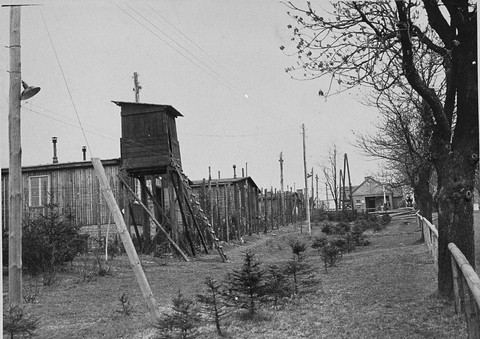
Cảnh nhìn gồm 1 tháp canh, các nhà lớn sơ sài và hàng rào dây thép gai
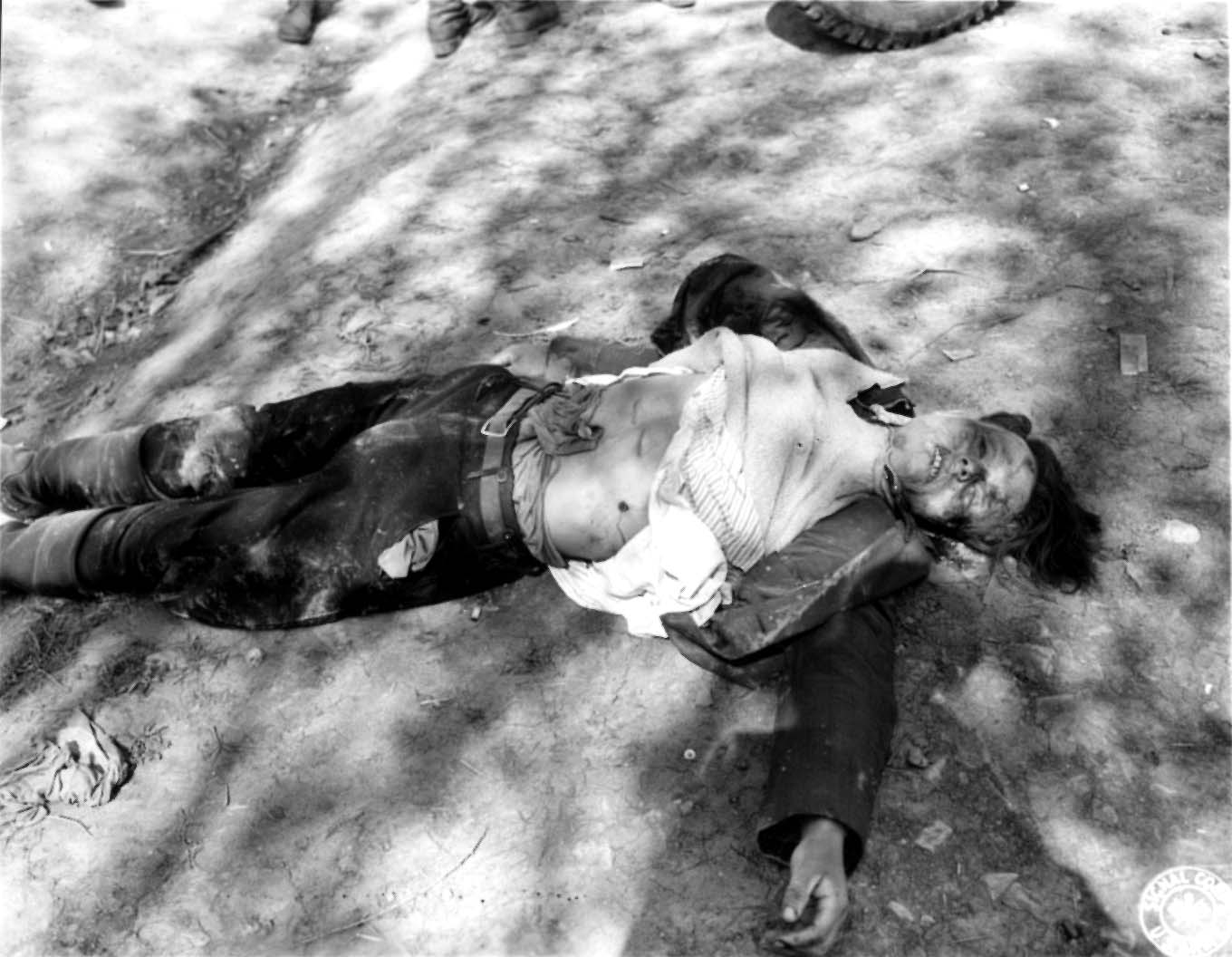
Lính gác nữ người Đức chết ở trại tập trung Ohrdruf. Chị hoặc bị quân đội Mỹ giết hoặc bị các tù nhân giết